# Cremastosperma peruvianum
Cremastosperma peruvianum R.E.Fr. – gatunek rośliny z rodziny flaszowcowatych (Annonaceae Juss.). Występuje naturalnie w Peru.

## Morfologia
PokrójZimozielone drzewo.
LiścieMają eliptyczny lub podłużny kształt. Mierzą 50–55 cm długości oraz 11–16 cm szerokości. Nasada liścia jest zaokrąglona. Blaszka liściowa jest całobrzega o spiczastym wierzchołku. Ogonek liściowy jest owłosiony i dorasta do 6–7 mm długości.
KwiatySą pojedyncze. Rozwijają się w kątach pędów. Działki kielicha mają okrągły kształt i dorastają do 3–4 mm długości. Płatki mają eliptyczny kształt i żółtą barwę, osiągają do 22–27 mm długości.

## Ochrona
W Czerwonej księdze gatunków zagrożonych został zaliczony do kategorii VU – gatunków narażonych na wyginięcie.